# Unabhängigkeitsreferendum in Island 1918
Am 19. Oktober 1918 wurde in Island ein Referendum über den zukünftigen Status des Gebiets abgehalten. Die Wähler wurden gefragt, ob sie dem Unionsvertrag zustimmen, der Island zu einem separaten Königreich unter der dänischen Krone machen würde, wodurch das Land zu einem souveränen Staat in einer Personalunion mit Dänemark würde. 92,6 % der Wähler nahmen das Referendum an, wodurch Island am 1. Dezember 1918 mit der Unterzeichnung des Souveränitätsvertrags seine Unabhängigkeit erlangte. Dänemark blieb weiterhin für die Außenbeziehungen zuständig. König beider Königreiche war Christian X. Im Jahre 1944 wurde Island nach einem weiteren Referendum eine Republik und die Union mit Dänemark wurde aufgelöst.

## Wahlergebnis
|                             | Stimmen | %      |
| --------------------------- | ------- | ------ |
| Für den Unionsvertrag       | 12.411  | 92,55  |
| Gegen den Unionsvertrag     | 999     | 7,45   |
| Ungültige/Leere Stimmzettel | 273     | —      |
| Gesamt                      | 13.653  | 100,00 |

Bei 31.143 Wahlberechtigten betrug die Wahlbeteiligung 43,84 Prozent.
Wahlberechtigt waren Männer über 25 Jahre, die nicht beim Arbeitgeber wohnten, und Frauen über 37 Jahre. Wahlberechtigte mussten ihren Wohnsitz für mindestens fünf Jahre in Island gehabt haben.